# Ateliê Editorial
O Ateliê Editorial é uma editora brasileira, iniciada por Plínio Martins Filho em 1995, e que se localiza em São Paulo.

## Histórico
A Ateliê Editorial surgiu há 20 anos, e seu primeiro título foi “O Mistério do Leão Rampante”, de Rodrigo Lacerda. Pertence a Plínio Martins Filho, também diretor e presidente da EdUSP, docente na Escola de Comunicações e Artes - ECA — da USP e presidente da Editora COM-ARTE, editora laboratório do curso de Editoração da USP. Antes, Plínio Martins Filho trabalhou por 18 anos na Editora Perspectiva.
Após 25 anos de experiência em editoração (trabalhava no ramo de editoração desde 1971), ao ler um pequeno livro de um jovem que trabalhava com ele na EdUSP, Plínio gostou tanto que resolveu começar a Ateliê Editorial. Para isso convidou um aluno que havia estudado cinco anos de medicina e resolveu largar tudo e fazer o curso de editoração; a sede da editora ficava na garagem de sua casa. O livro em questão era “O mistério do leão rampante”, de Rodrigo Lacerda, que trouxe o primeiro Prêmio Jabuti. O segundo livro, “Resumo do dia”, de Heitor Ferraz, foi finalista do Prêmio Nestlé de Literatura. O quinto livro foi uma reedição de Tropicália: Alegoria alegria, de Celso Favaretto. Nessa época, o sócio de Plínio, Afonso, deixou a editora, e os livros que estavam em sua garagem, em São Paulo, foram para a sala da casa de Plínio, em São Caetano do Sul. Ao lado da esposa Vera e do filho Tomás, que assumiram a produção e a administração da editora, Plínio resolveu levar o projeto adiante.
Em 2000, a editora transferiu-se de São Caetano do Sul para São Paulo. Nos 15 anos de existência, a editora possui quase 500 títulos e angariou 14 Prêmios Jabutis. Entre os colaboradores, o Prof. Ivan Teixeira dirige as coleções Clássicos Ateliê e Clássicos Comentados.

## Linha editorial
Dedica-se à área de literatura; ensaios de crítica literária e outras áreas acadêmicas; comunicação e artes; arquitetura e obras sobre o livro e seu universo. Não publica auto-ajuda, livros esotéricos e romances religiosos.

## Obras publicadas (lista parcial)
- Pedro Nava, obra completa.
- Finnicius Revém, a edição bilíngüe, em 5 volumes, de Finnegans Wake, de James Joyce, que virara tabu entre leitores, editores e tradutores. Donaldo Schüler realizou a versão em português.
- Coleção Clássicos Comentados - com obras como Os Sertões, de Euclides da Cunha, e A Balada do Velho Marinheiro. Os Sertões conta com mais de mil notas objetivas e esclarecedoras assinadas por Leopoldo Bernucci.
- Auto da Barca do Inferno, de Gil Vicente
- Memórias Póstumas de Brás Cubas, de Machado de Assis
- O Primo Basílio, de Eça de Queirós
- Triste Fim de Policarpo Quaresma, de Lima Barreto
- Orlando Furioso, de Ludovico Ariosto
- Amers — Marcas Marinhas, de Saint-John Perse.
- Cidadela Ardente, de Thelma Guedes
- O Fluxo Silencioso das Máquinas, Bruno Zeni
- Angu de Sangue, Marcelino Freire
- Os Cem Menores Contos Brasileiros do Século.
- Coleção Artes do Livro, iniciada pelo clássico O Design do Livro, de Richard Hendel.
- Coleção O Prazer do Livro, que se iniciou com o primeiro livro escrito sobre o livro, Philobiblon, de Richard de Bury, de 1344.
- Coleção Clássicos Ateliê

## Enquete
Em 23 de julho de 2010, o jornal Valor Econômico promoveu uma enquete com um grupo de críticos e professores para identificar qual é a melhor editora do Brasil, apresentando como resultado a Companhia das Letras em primeiro lugar (81%), a Cosac Naify em segundo (76%). Em 3º lugar ficaram a Editora 34, a Martins Fontes e a Record; em 4º a Editora UFMG; em 5º Ateliê Editorial, Editora Hedra, Editora Iluminuras, Editora da Unicamp; em 6º lugar Contraponto Editora, Difel, Edusp, Editora Escrituras, Editora Perspectiva, UnB, Editora Vozes, WMF Martins Fontes, Zahar Editores.
A pesquisa promovida pelo jornal não teve a intenção de medir a eficiência empresarial, mas sim de indicar as editoras que mais se destacam culturalmente. A votação se encaminhou para a ênfase nas áreas artístico-literária e das ciências humanas e na capacidade de interferir na vida cultural e de formar leitores com critérios para medir a qualidade de uma editora. Aos 21 especialistas consultados, foi pedido que fossem escolhidas as três melhores casas editoriais. Foram excluídas as áreas mais especializadas, como livros técnicos, autoajuda, didáticos e paradidáticos.